# Neoeme hudepohli
Neoeme hudepohli är en skalbaggsart som först beskrevs av Martins och Monné 1975.  Neoeme hudepohli ingår i släktet Neoeme och familjen långhorningar. Inga underarter finns listade i Catalogue of Life.